# Autobahn Artux–Irkeschtam
Die Autobahn Artux–Irkeschtam oder Ayi-Autobahn (chinesisch 阿伊高速公路, Pinyin A-Yī gāosù gōnglù), chin. Abk. G3013, ist eine geplante regionale Autobahn im Autonomen Gebiet Xinjiang im Westen Chinas. Die 220 km lange Autobahn soll bei Artux von der ebenfalls geplanten Autobahn G30 abzweigen und in westlicher Richtung über den Kreis Ulugqat an die Grenze mit Kirgistan und die kirgisische Grenzstation Irkeschtam führen.